# 寺田貴
寺田 貴（てらだ たかし）は、日本の国際政治学者。専門は、国際政治経済論、地域統合・地域主義論、アジア太平洋地域の国際関係。

## 人物・来歴
オーストラリア国立大学アジア太平洋政治経済大学院にて修士号、博士号を取得（国際関係論・東アジア研究）。シンガポール国立大学・人文社会科学部助教授、早稲田大学アジア研究機構教授、ウッドロー・ウィルソン 国際学術センター研究員などを経て、2012年4月から同志社大学法学部教授。

## 編著
- 『アジア学のすすめ（1）アジア政治・経済論』、弘文堂、2010
- Asia-Pacific Economic Cooperation, 5 vols., with Peter Drysdale, Routledge, 2007.